# Elina montrolei
Elina montrolei är en fjärilsart som beskrevs av Joachim Francois Philiberto de Feisthamel 1839. Elina montrolei ingår i släktet Elina och familjen praktfjärilar. Inga underarter finns listade i Catalogue of Life.